# Karol Widman

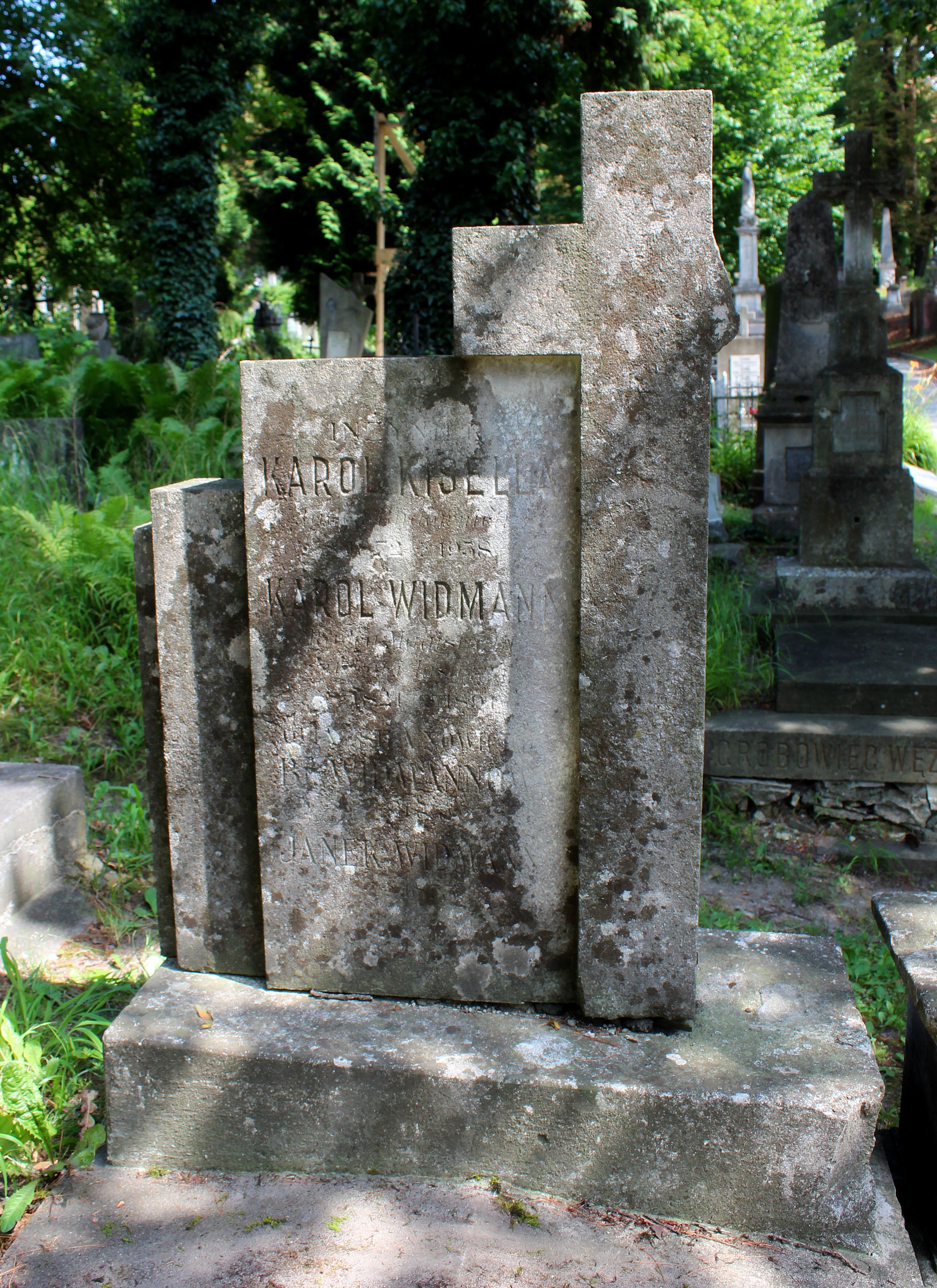
Nagrobek na Cmentarzu Łyczakowskim

Karol Widman pseud. Żegota, Korab (ur. 4 lipca 1821 w Złoczowie, zm. 1891) – polski historyk, archiwista, pisarz, dziennikarz, działacz niepodległościowy i społeczny, polityk liberalny, wiceprezes Towarzystwa Narodowo-Demokratycznego (TND)   oraz encyklopedysta .

## Życiorys

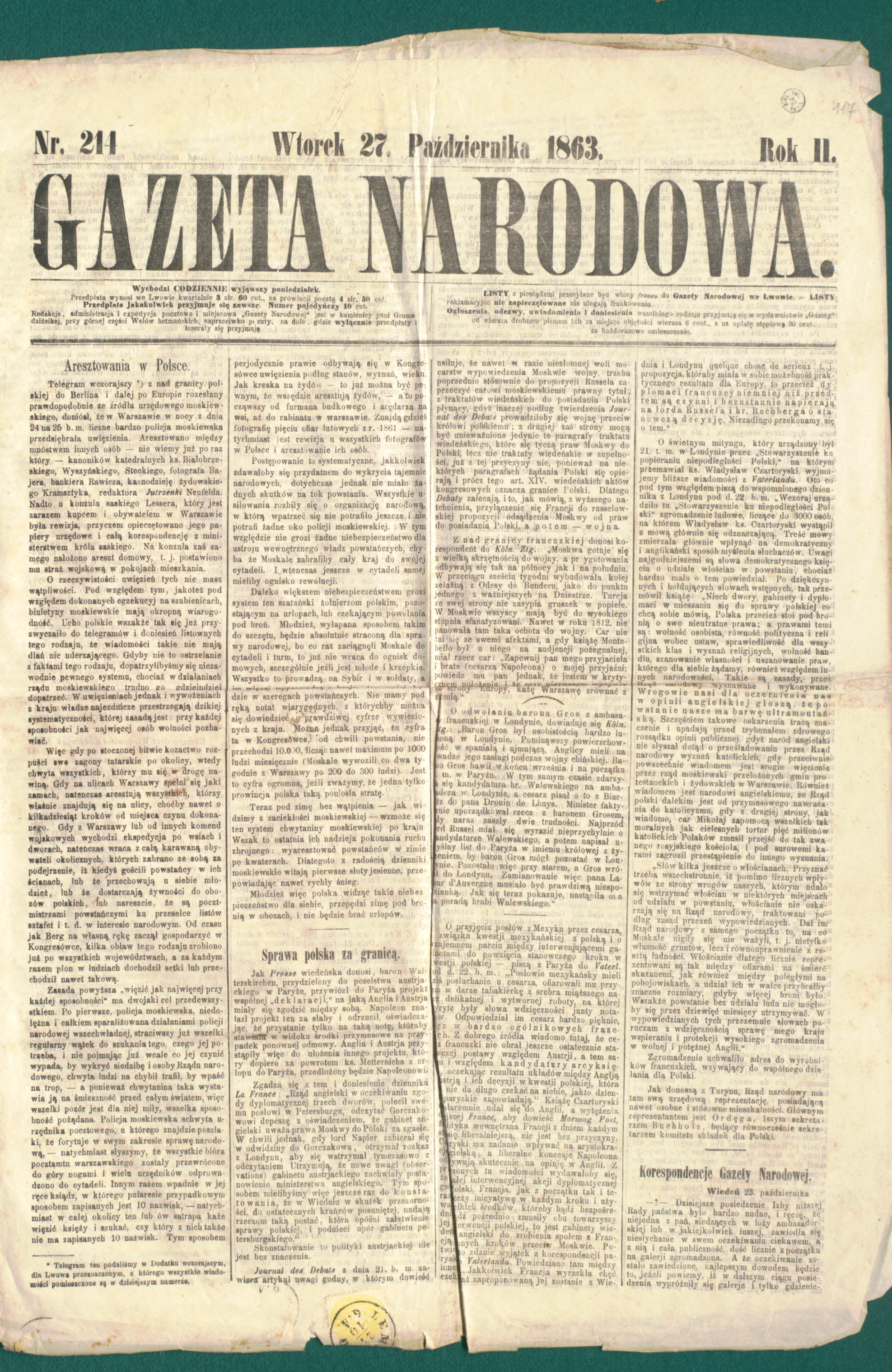
Lwowska „Gazeta Narodowa” kierowana przez Karola Widmana.

Urodził się w 1821 w Złoczowie w Galicji (obecnie Ukraina), gdzie jego ojciec był starostą. Po ukończeniu gimnazjum wstąpił na uniwersytet we Lwowie, gdzie ukończył studia na wydziale prawnym i złożył egzaminy na sędziego cywilnego i karnego. We Lwowie mieszkał w kamienicy Babla, koło lwowskiego teatru. Jeszcze jako student zaangażował się w polską działalność patriotyczną. Współpracował z Franciszkiem Smolką, Florianem Ziemiałkowskim, Grocholskim i innymi  .
W czerwcu 1848 wraz z Janem Zachariasiewiczem zaczął wydawać czasopismo „Postęp”, które ze względu na radykalizm zostało zamknięte odgórną decyzją administracyjną austriackiej administracji . Został wyrzucony z posady rządowej ale dzięki znajomym został zatrudniony w magistracie lwowskim gdzie objął funkcję dyrektora archiwum miejskiego .
28 lutego 1868 wraz z Franciszkiem Smolką był współzałożycielem we Lwowie Towarzystwa Narodowo-Demokratycznego (TND) założonego w 100 letnią rocznicę konfederacji barskiej. Karol Widman został wiceprezesem tej organizacji . W czerwcu 1868 był jednym z założycieli Stowarzyszenia Przyjaciół Oświaty Ludowej we Lwowie. Przewodniczył lwowskiej filii tego stowarzyszenia. Z jego inicjatywy rozpoczęło ono zakładanie lokalnych bibliotek przy szkołach ludowych . Od 1885 należał do Krajowego Towarzystwa Archeologicznego. Zasiadał również w zarządzie Towarzystwa Przyjaciół Sztuk Pięknych we Lwowie .
W 1887 był pierwszym prezesem Towarzystwa Wzajemnej Pomocy Uczestników Powstania 1863/1864.

## Dzieła
Opublikował szereg prac z zakresu historii. Publikował oraz współredagował lwowskie pisma: „Postęp” , „Kronika Wiadomości Krajowych i Zagranicznych” , „Gazeta Powszechna”, „Gazeta Narodowa”, „Dziennik Literacki”, „Dziennik Lwowski” , „Tygodnik Lwowski” oraz „Przegląd Archeologiczny” gdzie po raz pierwszy przedstawił swoje prace na temat zawartości archiwum miasta Lwowa. Jego artykuły pojawiały się w pismach polskojęzycznych w innych zaborach np. w poznańskiej „Mrówce" .
Był autorem dwutomowych wspomnień z okresu Wiosny Ludów spisanych na podstawie relacji kapitana ochotniczej, obywatelskiej Gwardii Narodowej we Lwowie, które wydał własnym nakładem we Lwowie. Napisał :
- Quaestio de Sallustiani Memmii oratione, (1857),
- Narodowość a Rewolucja: studjum polityczne, (1864)[11] ,
- Józef Korzeniowski : studjum literackie, (1868)[12] ,
- Kościół św. Jana Chrzciciela we Lwowie Wiadomość historyczna, (1869)[13] ,
- Pamiętnik kapitana gwardji narodowej w roku 1848, (1872)[14] ,
- Archiwum miasta Lwowa, (1882-1888)[15] ,
- Franciszek Smolka : jego życie i zawód publiczny od roku 1810 do 1849, dwa wydania (1868) i (1886), a także w wersji niemieckojęzycznej Franz Smolka. Sein Leben und politisches Wirken. Nach dem Polnischen des C. Widmann [by S. Lipiner]. Thle. 1. (1887)[12] ,
- Zapiski do historyi szkół ludowych w Galicyi, a w szczególności we Lwowie (koniec wieku XVIII i początek XIX), (1891)[16].

Był również encyklopedystą piszącym hasła z zakresu historii do 28 tomowej Encyklopedii Powszechnej Orgelbranda z lat 1859–1868. Jego nazwisko wymienione jest w I tomie z 1859 na liście twórców zawartości tej encyklopedii .